# IC 588
IC 588 ist eine Balken-Spiralgalaxie mit aktivem Galaxienkern vom Hubble-Typ SBa im Sternbild Sextant südlich der Ekliptik. Sie ist schätzungsweise 307 Millionen Lichtjahre von der Milchstraße entfernt und hat einen Durchmesser von etwa 65.000 Lichtjahren.
Das Objekt wurde am 17. März 1893 vom französischen Astronomen Stéphane Javelle entdeckt.